# Мудаширу Лаваль
Мудаширу Бабатунде Лаваль, відомий також як Муда Лаваль (англ. Mudashiru Babatunde Lawal; 8 червня 1954, Абеокута — 6 липня 1991, Ібадан) — нігерійський футболіст, що грав на позиції півзахисника. Відомий за виступами в клубах «Шутінг Старз», «Абіола Бейбс» та «Стейшенері Сторс», а також у складі національної збірної Нігерії, у складі якої став володарем Кубка африканських націй 1980 року.

## Клубна кар'єра
Мудаширу Лаваль народився в місті Абеокута, до 1975 року працював автомеханіком. У 1975 році розпочав виступи в команді «Шутінг Старз», де відразу став одним із основних гравців середньої лінії команди, кілька разів ставав у складі команди чемпіоном країни та володарем Кубка Нігерії. Проте у кінці 1984 року команду вирішив розформувати військовий губернатор провінції, і з 1985 до кінця 1986 року Мудаширу Лаваль грав у складі клубу «Стейшенері Сторс» з Лагоса, а з 1987 року грав у клубі з рідного міста «Абіола Бейбс». У 1989 році повернувся до клубу «Шутінг Старз», де відіграв 2 роки як граючий тренер команди.

## Виступи за збірну
Мудаширу Лаваль дебютував у складі національної збірної Нігерії в 1975 році. У складі збірної він став першим футболістом, який 5 разів був учасником фінальної стадії Кубку африканських націй. У 1980 році Мудаширу Лаваль у складі збірної став переможцем домашнього Кубку африканських націй, який проходив у Лагосі та Ібадані. У 1980 році Лаваль також грав у складі олімпійської збірної Нігерії на Олімпійських іграх 1980 року у Москві. останній матч у складі збірної зіграв у 1985 році, загалом у складі національної команди провів 86 матчів, відзначившись 12 забитими голами.
Мудаширу Лаваль раптово помер у своєму будинку в Ібадані 6 липня 1991 року. на його честь названо стадіон у його рідному місті Абеокута.

## Титули і досягнення
- Срібний призер Всеафриканських ігор: 1978
- Володар Кубка африканських націй: 1980
- Срібний призер Кубка африканських націй: 1984
- Бронзовий призер Кубка африканських націй: 1976, 1978